# 1951 у кіно

## Події
- У Франції засновано Приз Жана Віго — кінематографічна нагорода, яку щорічно присуджують «французькому режисерові, що виявив в роботі незалежність думки і оригінальність стилю».
- 3-20 квітня 4-й Каннський міжнародний кінофестиваль, Канни, Франція.
- 6-18 червня — 1-й Берлінський кінофестиваль, Західний Берлін.

## Фільми
- Прощавай, Америко!
- Раннє літо

## Персоналії

### Народилися
- 25 січня — Жданов Олександр Михайлович, радянський та російський актор театру й кіно.
- 25 лютого — Герасимов Євген Володимирович, радянський і російський актор театру і кіно, каскадер, кінорежисер, політичний і громадський діяч.
- 13 березня — Алфьорова Ірина Іванівна, російська акторка.
- 26 березня — Олексій Булдаков, радянський і російський актор театру і кіно.
- 29 березня — Фатюшин Олександр Костянтинович, російський актор.
- 10 квітня — Лобза Людмила Михайлівна, українська радянська акторка.
- 14 травня — Роберт Земекіс, американський продюсер, режисер та сценарист.
- 22 травня — Іванов Сергій Петрович, радянський і український кіноактор.
- 24 травня — Жан-П'єр Бакрі, французький кіноактор, сценарист.
- 19 липня — Абель Феррара, американський режисер, сценарист і кліпмейкер.
- 28 липня — Наталія Бєлохвостікова, радянська і російська акторка театру і кіно.
- 6 серпня — Кетрін Гікс, американська акторка і співачка.
- 8 серпня — Садальський Станіслав Юрійович, російський актор.
- 16 серпня:
  - Луї Жуве, французький театральний та кіноактор, режисер.
  - Мірдза Мартінсоне, радянська і латвійська акторка театру і кіно.
- 17 серпня — Дворников Георгій Георгійович, радянський і український кіноактор.
- 19 серпня — Володимир Конкін, радянський і російський актор театру і кіно.
- 30 серпня — Ільїна Ніна Олександрівна, українська кіноакторка
- 31 серпня — Олексій Учитель, радянський і російський кінорежисер.
- 1 вересня — Євсєєв Олександр Микитович, український кінооператор.
- 3 вересня — Барнет Ольга Борисівна, радянська і російська акторка театру і кіно.
- 13 вересня — Джин Смарт, американська акторка.
- 25 вересня — Єфименко Людмила Пилипівна, українська акторка.
- 2 жовтня — Стінг, англійський рок-музикант і актор.
- 5 жовтня — Карен Аллен, американська акторка.
- 6 жовтня — Шевчук Ірина Борисівна, російська акторка.
- 29 жовтня — Гаврилюк Ярослав Дмитрович, український актор театру і кіно.
- 1 листопада — Фабріс Лукіні, французький актор.
- 10 листопада — Віктор Сухороуков, радянський і російський актор театру і кіно.
- 18 грудня — Лінартович Костянтин Костянтинович, український актор театру та кіно, актор та режисер дубляжу, театральний діяч.
- 26 грудня — Слободський Ігор Анатолійович, радянський і український актор.

### Померли
- 28 січня — Скуратов Іван Федорович, радянський актор.
- 3 лютого — Альфред Кон, американський автор, редактор газети, журналіст, комісар поліції і сценарист.
- 6 березня — Айвор Новелло, валійський композитор, співак і актор.
- 7 травня — Ворнер Бакстер, американський кіноактор.
- 12 травня — Василь Васильович Ванін, радянський актор театру і кіно, тричі лауреат Сталінської премії, народний артист СРСР.
- 19 травня — Біллі Беннетт, американська акторка епохи німого кіно.
- 18 липня — Пославський Борис Дмитрович, радянський актор.
- 10 серпня — Тоні Гаудіо, американський кінооператор італійського походження.
- 16 серпня — Луї Жуве, французький театральний та кіноактор, режисер.
- 9 вересня — Гібсон Гоуленд, американський актор англійського походження.
- 25 грудня — Берсенєв Іван Миколайович, російський і радянський актор і театральний режисер.
- 26 грудня — Девід Торренс, шотландський кіноактор.